# Кафедра нарисної геометрії, інженерної та комп’ютерної графіки КПІ

### Історичні відомості
Викладання інженерно-графічних дисциплін у Київському політехнічному інституті (КПІ)  здійснювалося з дня його заснування в 1898 році в рамках курсів  «Деталі машин» (технічне креслення) та «Будівельне мистецтво» (будівельне креслення, технічне малювання). Своє самостійне існування кафедра почала в 1934 році під назвою "Кафедра нарисної геометрії та інженерної графіки". Її створення мало велике значення для покращення методики викладання інженерно-графічних дисциплін у КПІ, підготовлення викладацьких кадрів. Провідними фахівцями були заслужений діяч науки і техніки УРСР професор Ярін В.М., професор Годик Е.І., автори чисельних підручників та довідників із нарисної геометрії та технічного креслення, доценти Марциневський І.К., Петров В.І., Янушевський С.К., Войткевич С.І. та ін.
Під час Другої світової війни багатьох викладачів призвано до армії, а кафедра разом із КПІ була евакуйована до Середньої Азії. Після закінчення війни та повернення інституту до Києва кафедрою з 1947 по 1951 рік керує професор Чалий О.Т., автор відомого підручника "Курс начертательной геометрии", який був переведений на англійську, французьку та іспанську мови. З 1951 по 1965 роки кафедру очолює професор Могильний І.М. [Архівовано 11 грудня 2021 у Wayback Machine.], автор підручника "Техническое черчение", що користувався попитом у багатьох технічних вузах СРСР, який мав 9 видань у СРСР та опублікований також у Китаї, В'єтнамі та Болгарії. З 1965 по 1989 роки керівником кафедри є заслужений працівник вищої школи України, академік АН ВШ України, д.т.н., професор Павлов А.В. У цей період викладачі успішно працюють за кордоном: в Афганістані, Гвінеї, Алжирі, Кубі. Кафедра стає відомим науковим та методичним центром, основною факультету підвищення кваліфікації викладачів вузів СРСР, а також країн Східної Європи, Китаю, Монголії. 
З 1989 року кафедру очолює заслужений працівник освіти України, д.т.н., професор Ванін В.В., який є її науковим керівником і нині. Курси комп'ютерної графіки на базі різноманітних графічних програмних систем викладаються кафедрою, яка з 1992 року має назву "Кафедра нарисної геометрії, інженерної та комп'ютерної графіки", майже на всіх факультетах КПІ. У 1996 році вона входить до складу новоствореного фізико-математичного факультету. На додаток до традиційних дисциплін викладаються курси інформатики (проф. Грибов С.М.), диференціальної геометрії та топології (доц. Залевський В.Й.), багатовимірної геометрії (проф. Гумен М.С. [Архівовано 11 грудня 2021 у Wayback Machine.]), комп'ютерного дизайну (доц. Гнітецька Т.В.). При кафедрі функціонує комп'ютерна лабораторія, де студенти отримують навички геометричного моделювання різноманітних об’єктів, процесів та явищ.
Починаючи з березня 2020 року, у зв’язку з карантином COVID-19, викладачі кафедри особливу увагу приділяють організації навчального процесу в дистанційному режимі з використанням засобів віддаленого спілкування із здобувачами вищої освіти.

### Наукові досягнення
Основним напрямком досліджень кафедри є геометричне моделювання об'єктів, процесів та явищ у рамках наукової спеціальності 05.01.01 "Прикладна геометрія, інженерна графіка". Формування наукової школи розпочалося на початку 60-х років минулого сторіччя під керівництвом завідувача кафедри нарисної геометрії, інженерної та комп’ютерної графіки, академіка АН ВШ України, заслуженого працівника вищої школи України, д.т.н., професора Павлова А.В. у галузі розробляння нових методів конструювання та відтворення складних поверхонь агрегатів літальних апаратів, геометричного моделювання багатопараметричних задач у техніці. Ці дослідження виконувались спільно з Авіаційним науково-технічним комплексом ім. О.К. Антонова, Київським авіаційним виробничим об'єднанням, Науково-дослідним інститутом авіаційних технологій. Унаслідок співробітництва були створені системи автоматизованих геометричних розрахунків "Сигма" та "Сигрант" на підприємствах галузі. У даному напрямку працювали такі учні професора Павлова А.В. як д.т.н. Бадаєв Ю.І. [Архівовано 9 грудня 2021 у Wayback Machine.], д.т.н. Ванін, д.т.н. Власюк Г.Г. [Архівовано 11 грудня 2021 у Wayback Machine.], д.т.н. Грибов С.М., д.т.н. Надолинний В.О. [Архівовано 11 грудня 2021 у Wayback Machine.] та ін., а також їх наукові послідовники, зокрема, д.т.н. Вірченко Г.А., д.т.н. Дорошенко Ю.О. [Архівовано 11 грудня 2021 у Wayback Machine.], справу яких нині продовжують уже їх учні, наприклад, к.т.н. Колосова О.П. та к.т.н. Незенко А.Й. Останній зараз очолює відділ базової геометрії ДП «Антонов» і проводить належні наукові розвідки разом з аспірантом кафедри вечірньої форми навчання Козловим С.О., провідним інженером зазначеного відділу.
Потреби сільськогосподарського виробництва України в інтенсифікації процесів обробляння ґрунту за допомогою енерго- та еколозберігаючих технологій, освоєння солончакових земель на півдні України визначило коло досліджень у галузі геометричного моделювання поверхонь робочих органів ґрунтообробних машин. Дані розвідки виконувались спільно з Науково-дослідним інститутом цукрового буряка, Тернопільським та Одеським заводами сільськогосподарського машинобудування. За цією тематикою працювали такі учні професора Павлова А.В. як д.т.н. Корабельський В.І. [Архівовано 11 грудня 2021 у Wayback Machine.], д.т.н. Юрчук В.П., к.т.н. Павлоцький О.С., к.т.н. Хмеленко О.С. З даного напрямку викладачі кафедри отримали понад 100 авторських свідоцтв на винаходи, 12 патентів (України, НДР, Франції, Китаю, Індії, Угорщини, Болгарії),  медалі ВДНГ УРСР, були створені промислові та серійні зразки сільськогосподарського обладнання, опубліковано монографії та інші наукові праці. Нині окреслений напрямок досліджень очолюється д.т.н. Юрчуком В.П., продовжується вже його учнем Яблонським П.М. та аспірантом Козловським А.Г.

### Навчально-педагогічні здобутки
До числа відомих в Україні та в межах колишнього СРСР педагогічних шкіл викладання інженерно-графічних дисциплін належить школа професора Могильного Й.М. – автора підручника "Техническое черчение", що вважався у 50-70-ті роки ХХ сторіччя одним із кращих з креслення для вищих технічних учбових закладів, за яким навчалося не одне покоління інженерів у СРСР та за кордоном. Його науковими послідовниками були викладачі кафедри: доценти Гончаренко Г.Т., атлас якого "Деталирование сборочных чертежей" витримав декілька видань і був дуже популярний у СРСР; доцент Хаскін А.М., автор відомого підручника з технічного креслення, де знайшла відображення методика викладання інженерної графіки в КПІ; доцент Крот О.М., що видав кілька підручників та посібників із креслення для шкіл; професор Павлов А.В. та доцент Квітницький А.В. – автори монографії "Выполнение рабочих чертежей" у серії "Библиотека конструктора"; доцент Бевз М.Д. – розробник навчального посібника "Основы художественного конструирования".
У 80-і та 90-і роки ХХ сторіччя кафедра стає одним із піонерів у викладанні для студентів основ інженерної комп'ютерної графіки. Розробляється належне навчально-методичне забезпечення (професори Бадаєв Ю.І., Грибов С.М.. доценти Залевський В.Й., Стрельченко О.О., Ковалевський Ю.П., Городецький Є.М.). Зазначений процес успішно розвивається й у третьому тисячолітті.
Нині кафедра приділяє значну увагу подальшому вдосконаленню методики викладання, створенню нових підручників і посібників. Так видано з грифом МОН України: у 2005 році – навчальний посібник "Комп'ютерна інженерна графіка в середовищі AutoCAD", автори В.В. Ванін, В.В. Перевертун, Т.М. Надкернична; у 2012 році – навчальний посібник "Оформлення конструкторської документації", автори Ванін В.В., Бліок А.В., Гнітецька Г.О.; у 2017 році – підручник "Інженерна та комп'ютерна графіка", автори Михайленко В.Є., Ванін В.В., Ковальов С.М., які користуються широким попитом у технічних вузах України.

### Перспективи подальшого розвитку
Наукова школа кафедри нині продовжує свою роботу за традиційними напрямками досліджень. Це, передусім, геометричне моделювання процесів проектування та виготовлення в літакобудуванні: від моделювання поверхонь літальних апаратів (САПР-конструювання) до підготовлення їх виробництва (САПР-технологія). У даному напрямку працюють професори Ванін В.В. (керівник), Шепель В.П., Власюк Г.Г. Спільно з ДП «АНТОНОВ» розроблено методологію геометричного моделювання зовнішніх поверхонь літака на етапі ескізного проектування в умовах сучасних інтегрованих комп'ютерних технологій, що забезпечує ефективний процес узгодження суперечливих вимог у ланцюгу "аеродинаміка – міцність – компонування – конструкція – технологія" під час комплексної оптимізації створюваного складного технічного об’єкта (д.т.н. Ванін В.В., д.т.н. Вірченко Г.А.). Проводиться розробляння теорії безплазового виготовлення шаблонів та агрегатів у літакобудуванні, опрацювання відповідних інтерфейсів "Автоматизоване конструювання поверхонь літака" – "Автоматизоване виготовлення" (д.т.н. Ванін В.В., д.т.н. Шепель В.П.). Виконуються дослідження (д.т.н. Ванін В.В., д.т.н. Вірченко Г.А., к.т.н. Незенко А.Й., аспірант Козлов С.О.) з охоплення автоматизованим геометричним моделюванням усього життєвого циклу складних технічних виробів на прикладі сучасного літака. Це стосується стадій його проектування, виготовлення та експлуатації. 
Продовжуються роботи в галузі опрацювання багатокритеріальних задач науки та техніки (д.т.н. Гумен О.М.), щодо моделювання процесів і поверхонь робочих органів ґрунтообробних машин у сільськогосподарському виробництві (д.т.н. Юрчук В.П.), у напрямку фрактальної геометрії (докторант, к.т.н. Залевська О.В.), дослідження процесів і створення обладнання для одержання реактопластичних композиційно-волокнистих матеріалів (к.т.н. Колосова О.П.). Викладачі та аспіранти кафедри беруть участь у багатьох міжнародних і всеукраїнських конференціях із проблем прикладної геометрії. Ними опубліковано понад 1200 наукових праць. 
Примітки 
1. ↑  КПІ ім. Ігоря Сікорського. kpi.ua. Архів оригіналу за 13 травня 2019. Процитовано 11 грудня 2021.
2. ↑  Кафедра нарисної геометрії, інженерної та комп’ютерної графіки. ng-kg.kpi.ua. Архів оригіналу за 8 грудня 2021. Процитовано 11 грудня 2021.
3. ↑  Інститути та факультети | КПІ ім. Ігоря Сікорського. kpi.ua. Архів оригіналу за 11 грудня 2021. Процитовано 11 грудня 2021.
4. ↑  Фізико Математичний Факультет. fmf.kpi.ua. Архів оригіналу за 11 грудня 2021. Процитовано 11 грудня 2021.
5. ↑  ДП «Антонов». www.antonov.com. Архів оригіналу за 11 грудня 2021. Процитовано 11 грудня 2021.
6. ↑  Серійний завод «АНТОНОВ». Мілітарний (рос.). Архів оригіналу за 11 грудня 2021. Процитовано 11 грудня 2021.
7. ↑  Ванін Володимир Володимирович — Енциклопедія Сучасної України. esu.com.ua. Архів оригіналу за 11 грудня 2021. Процитовано 11 грудня 2021.

Посилання
1. Офіційний сайт НТУУ "КПІ імені Ігоря Сікорського" [Архівовано 13 травня 2019 у Wayback Machine.]
2. Фізико-математичний факультет НТУУ "КПІ імені Ігоря Сікорського" [Архівовано 11 грудня 2021 у Wayback Machine.]
3. Кафедра нарисної геометрії, інженерної та комп'ютерної графіки КПІ [Архівовано 8 грудня 2021 у Wayback Machine.]